# Zobonosec kopřivový
Zobonosec kopřivový (Hypena proboscidalis) je noční motýl z čeledi můrovitých. Je palearktický, rozšířen je téměř po celé Evropě včetně Česka, východní hranicí rozšíření je Japonsko. Jde o velmi hojný druh,  vyskytuje se od nížin až po hory (do nadmořské výšky 1600 m). Obývá lesy jehličnaté, listnaté i smíšené, lužní lesy, břehové porosty podél vodních toků a rybníků, zahrady i parky.  Vytváří dvě generace, které se vzájemně překrývají. Dospělci první generace létají od počátku května do srpna, v druhá generaci od srpna do října. Pouze ve vyšších polohách a za nepříznivých podmínek vytváří jen jednu generaci (je monovolitní), kdy dospělci létají června do srpna.
Jde o středně velkou můru s rozpětím křídel 36–40 mm. Na hlavě má dlouhá, dopředu vyčnívající pysková makadla, která připomínají zobák či nos.